# Источна Атика (округ)
Префектура Источна Атика је округ у периферији Атика, у средишњем делу Грчке. У ствари, целокупна површ овог округа обухвата даља источна и јужна предграђа престонице Атине. Управно средиште округа је град Палини.
Округ Источна Атика је успостављен 2011. године на месту некадашње префектуре, која је имала исти назив, обухват и границе.
Источна Атика је позната по месту Маратон, које се налази у северном делу округа. У средишњем делу округа налази се атински аеродром „Елефтерос Венизелос“.

## Природне одлике
Округ Источна Атика је копнени округ Грчке. На северу се округ граничи са округом Беотија, на западу са округом Западна Атика. На југозападу се налази окрузи Атина, подељена на четири округа. Са јужне и источне стране пружа се обала Егејског мора.
Округ Источна Атика заузима источну половину полуострва Атика. Округ је брдског карактера, са низом малих котлина и долина, где су смештена насеља. Обала је већим делом стрма, али на местима где то није сместила су се бројна насеља, данас даља предграђа Атине и викенд-излетишта Атињана.
Клима у округу Источна Атика је средоземна.

## Историја
У доба антике ова област била је значајна као део полиса Античке Атине. У каснијим епохама долази владавина Римљана, затим Византинаца и на крају Османлија. Месни Грци су били веома активни током Грчког устанка 1821. г, па је подручје постало део савремене Грчке већ 1830. г., а тад малени град Атина постала главни град новообразоване државе захваљујући својој славној историји. Последњих деценија са ширењем града Атине и премештањем њеног аеродрома на подручје овог округа Источна Атика постаје део Грчке са најбржим порастом становништва и најбржим развојем привреде.

## Становништво
По последњим проценама из 2005. године округ Источна Атика је имао преко 400.000 становника, од чега огромна већина живи на пар километара од граница суседне Атине.
Етнички састав: Главно становништво округа су Грци. Становништво је претежно градско и досељеничко (како из саме Атине тако и из целе Грчке). Последњих година овде се населио и омањи број насељеника из целог света.
Густина насељености је нешто је преко 260 ст./км2, што је више него троструко више од просека Грчке (око 80 ст./км2). Део у границе Атине је много боље насељен него залеђе на југу и истоку.

## Управна подела и насеља
Округ Источна Атика се дели на 13 општине:
1. Ахарнес
2. Вари–Вула–Вулагмени
3. Дионисос
4. Кропија
5. Лавреотики
6. Маратон
7. Маркопуло Мезогајас
8. Оропос
9. Пајанија
10. Палини
11. Рафина–Пикерми
12. Сароникос
13. Спата–Артемида

Палини је седиште округа, али није највеће насеље. Највеће насеље (и општина) је Ахарнес. Од значајних насеља изван приградске зоне Атине потребно је споменути Каливију Торику и Лаврио.

## Привреда
Град Атина је привредно и економско средиште целе Грчке и поседује развијену индустрију. Последњих деценија индустријска производња се сели све више у предграђа, па је Источна Атика постала место градње нових фабрика, складишта и магацина. Месна пољопривреда је окренута снабдевању Атине пољопривредним производима.